# Armin Hetzer
Armin Hetzer (* 27. Dezember 1941 in Bad Godesberg) ist ein allgemeiner Sprachwissenschaftler, spezialisiert auf die Sprachen Südosteuropas.

## Leben

### Ausbildung und Beruf
Hetzer legte 1961 das Abitur in St. Wendel/Saar ab und studierte anschließend Slawistik, Sinologie und Philosophie in Bonn, Köln und Göttingen. 1966 erwarb er ein Diplom für modernes Chinesisch, 1969 den Magister in Slawischer Philologie und 1972 promovierte er über Vjaceslav Ivanovic Ivanov (1866–1948). Seit 1975 beschäftigt er sich hauptsächlich mit der albanischen Sprache und Literatur. Er war in dieser Zeit beruflich tätig als Fachreferent der Staats- und Universitätsbibliothek Bremen, zunächst in der Auswertungsstelle für Ostsprachen. 1994 erfolgte seine Habilitation in Allgemeiner Sprachwissenschaft über das Thema Nominalisierung und verbale Einbettung in der modernen albanischen Schriftsprache.

### Wirken
Neben Fachaufenthalten in verschiedenen osteuropäischen Ländern, wie der Teilnahme an Sprachkursen und dem Halten von Gastvorträgen, war Hetzer 1996 auch als Gastdozent in der Universität Tallinn und im Rahmen der Stiftungsinitiative Johann Gottfried Herder als Gastprofessor an den Universitäten Tartu (2003/2004), TPÜ Tallinn (2004/2005), Tetovo (Sommersemester 2006) und Zagreb (Wintersemester 2006/2007).
Hetzer führt als außerplanmäßiger Professor an der Universität Bremen nach 1994 hauptsächlich Lehrveranstaltungen zu allgemeinen sprachwissenschaftlichen Themen durch, so zur Geschichte der neueren sprachwissenschaftlichen Methoden, zur Sprachtheorie und Grammatik, Stil- und Textanalyse. Des Weiteren arbeitet er regelmäßig am Bremer Linguistischen Kolloquium und für die Schriftenreihe BLicK.
Hetzer ist Mitglied der Südosteuropa-Gesellschaft in München und als Vertreter der Balkanphilologie im deutschen Nationalkomitee der Association internationale des études sud-est-européennes (Aiesee) in Bukarest. Ferner gehört er zu den Herausgebern der polnischen Zeitschrift Lingua Posnaniensis.

## Schriften (Auswahl)
- (als Herausgeber) Dokumente der Arbeiterbewegung, Universität Bremen, Bibliothek, Auswertungsstelle für Ostsprachen, 1977
- Vermittlung von Übersetzungen als Aufgabe wissenschaftlicher Bibliotheken, Universität Bremen, Bibliothek, Auswertungsstelle für Ostsprachen, 1977
- Die koreanische Kanzleisprache: zum linguistischen Profil einer Sondersprache, Universität Bremen, Bibliothek, Auswertungsstelle für Ostsprachen, 1978
- Aspekte der Subjektivität in der albanischen Kulturpolitik (1965–1975). Übersee-Museum, Bremen 1979, ISBN 3-88299-016-3.
- Spontaneität und Gewalt. Milovan Djilas' historische Prosa 1930 - 1970. Übersee-Museum, Bremen 1980, ISBN 3-88299-024-4.
- Geschichte des Buchhandels in Albanien. Prolegomena zu einer Literatursoziologie (= Balkanologische Veröffentlichungen, Bd. 10). Harrassowitz, Wiesbaden 1984, ISBN 3-447-02524-7.
- (Bearb.): Dackeren-Texte. Eine Chrestomathie aus Armenierdrucken des 19. Jahrhunderts in türkischer Sprache unter dem Gesichtspunkt der funktionalen Stile des Osmanischen (= Turcologica, Bd. 2). Harrassowitz, Wiesbaden 1987, ISBN 3-447-02712-6.
- (mit Olaf Welding): Standortkatalog der Sammlung Welding. Saur, München 1990, ISBN 3-598-10931-8.
- Nominalisierung und verbale Einbettung in Varietäten des Albanischen. Eine Untersuchung zur Geschichte der albanischen Schriftsprache am Beispiel erweiterter Verbalprädikate auf areallinguistischem Hintergrund (= Balkaneologische Veröffentlichungen, Bd. 28). Harrassowitz, Wiesbaden 1995, ISBN 3-447-03714-8 (Habilitationsschrift Universität Bremen).
- Sephardisch: Judeo-español, Djudezmo. Einführung in die Umgangssprache der südosteuropäischen Juden. Harrassowitz Verlag, Wiesbaden 2001, ISBN 3-447-04465-9.
- Estnisch, eine Einführung. Harrassowitz, Wiesbaden 2003, ISBN 3-447-05405-0.
- (mit Zuzana Finger): Lehrbuch der vereinheitlichten albanischen Schriftsprache. 6. Aufl. Buske, Hamburg 2006, ISBN 3-87548-444-4.
- Estnische Literatur. Eine historische Übersicht. Harrassowitz, Wiesbaden 2006, ISBN 3-447-05466-2.
- (mit Thomas Elsmann): Die neuzeitlichen Handschriften der Ms.-Aufstellung (= Die Handschriften der Staats- und Universitätsbibliothek Bremen, Bd. 2). Harrassowitz, Wiesbaden 2008, ISBN 978-3-447-05598-7.
- Taschenwörterbuch Albanisch. Albanisch – Deutsch, Deutsch – Albanisch mit rd. 12.000 Stichwörtern und Redewendungen. Buske, Hamburg 2009, ISBN 978-3-87548-536-3.

| Personendaten    | Personendaten                   |
| ---------------- | ------------------------------- |
| NAME             | Hetzer, Armin                   |
| KURZBESCHREIBUNG | deutscher Sprachwissenschaftler |
| GEBURTSDATUM     | 27. Dezember 1941               |
| GEBURTSORT       | Bad Godesberg                   |